# Мамер 32
«Мамер 32» (люксемб. Mamer 32) — люксембурзький футбольний клуб із комуни Мамер, заснований 1932 року.

## Історія
Футбольний клуб заснований в 1932 році. Більшу частину перших шістдесяти років клуб виступав у нижчих лігах люксембурзького футболу, лише ненадовго вийшов до дивізіону третього рівня у 1970-х роках. У 1992 році «Мамер» вдруге вийшов до третього дивізіону. У 1999–2000 роках «Мамер» піднявся до другої ліги, дивізіону Пошани, але після сезону відразу ж вибув. У 2004–05 роках «Мамер» виступав у дивізіоні Пошани та здобув право на підвищення до вищого дивізіону перегравши у плей-оф по пенальті Рюмеланж.
У першому сезоні дебютанти посіли останнє місце здобувши лише одну перемогу за підсумками сезону. Через сезон команда вибула до третього дивізіону. Тривалий час клуб виступав в другому дивізіоні Люксембургу.
У сезоні 2024–25 «Мамер 32» фінішував на першому місці у дивізіоні Пошани та вдруге підвищився до вищого дивізіону Люксембургу.
Жіноча команда
На відміну від чоловічої команди, жіноча більш успішна та відома. Так у сезоні 2008–09 вона вчетверте здобула дубль випередивши на вісім очок «Женесс» (Юнглінстер) у чемпіонаті та перегравши його у фіналі Кубка з рахунком 4–2. Загалом жіноча команда чотири рази здобула чемпіонський титул та шість разів володіла Кубком.